# Eva Amurri
Pour les articles homonymes, voir Amurri.
Eva Amurri est une actrice américaine née le 15 mars 1985 à New York (New York) aux États-Unis.

## Biographie
Elle est la fille du réalisateur italien Franco Amurri et de l'actrice américaine Susan Sarandon.

### Vie privée
Elle a épousé le footballeur Kyle Martino. Le 9 août 2014, elle donne naissance à leur fille, Marlowe Mae. Le 19 octobre 2016, elle donne naissance à un garçon, Major James. Le 13 mars 2020, elle donne naissance à leur deuxième garçon, Mateo Antoni.

## Filmographie

### Cinéma
- 1992 : Bob Roberts de Tim Robbins : enfant à l'hôpital
- 1995 : La Dernière Marche (Dead Man Walking) de Tim Robbins : Helen à 9 ans
- 1999 : Ma mère, moi et ma mère (Anywhere But Here) de Wayne Wang : une jeune fille passant à la TV
- 2002 : Made-Up de Tony Shalhoub : Sara Tivey
- 2002 : Sex fans des sixties (The Banger Sisters) de Bod Dolman : Ginger Kingsley
- 2004 : Saved! de Brian Dannelly : Cassandra
- 2007 : The Education of Charlie Banks de Fred Durst : Mary
- 2007 : La Vie devant ses yeux (The Life Before Her Eyes) de Vadim Perelman : Maureen
- 2008 : Middle of Nowhere de John Stockwell : Grace
- 2008 : New York, I Love You, segment transition de Randall Balsmeyer : Sarah
- 2008 : Animals de Douglas Aarniokoski : Jane
- 2011 : Isolation de Stephen Kay : Amy Moore
- 2012 : Crazy Dad de Sean Anders : Mary McGarricle jeune
- 2013 : AmeriQua de Marco Bellone et Giovanni Consonni : Vicky
- 2013 : Stag de Brett Heard : Veronica
- 2016 : Mothers and Daughters de Paul Duddridge et Nigel Levy : Gayle

### Télévision
- 1999 : Liberté passagère (Earthly Possessions) (téléfilm) de James Lapine : une adolescente
- 2001 : Friends (série télévisée), saison 7, épisode 15 The One with Joey's New Brain : Dina
- 2008 : Possible Side Effects (téléfilm) de Tim Robbins : Libby
- 2009 : Californication (série télévisée), saison 3 : Jackie
- 2009-2014 : How I Met Your Mother (série télévisée), saison 5, épisode 8, saison 9, épisode 14 : Shelly
- 2010 : Mercy (série télévisée), 2 épisodes : Sharra Kelly
- 2010 : Dr House (série télévisée), saison 6, épisode 20 : Nicole Margaret Murray
- 2010 : Childrens Hospital (série télévisée), saison 2, épisode 3 I am not afraid of Any Ghost : l'infirmière adorable
- 2011 : Ça bulle ! (Fish Hooks) (série télévisée), saison 1, épisode 19 The Dark Side of the Fish : Bleak Molly (voix)
- 2011-2013 : New Girl (série télévisée), 2 épisodes : Beth
- 2012 : Guys with Kids (série télévisée), saison 1, épisode 2 Chris' New Girlfriend : Jennifer
- 2013 : The Mindy Project (série télévisée), 2 épisodes : Lucy
- 2013 : Guilty (téléfilm) de McG : Lily Agostini
- 2014 : Undateable (série télévisée) : Sabrina
- 2014 : The Winklers (mini-série télévisée) de Phil Rosenthal : Emily
- 2015 : The Secret Life of Marilyn Monroe (mini-série télévisée) de Laurie Collyer : Gladys jeune
- 2022 : Monarch (série télévisée) : Dottie Cantrell Roman jeune

## Distinctions
- Young Artist Award du meilleur second rôle féminin en 2003 pour Sex fans des sixties